# Jazzamor
Jazzamor é um duo musical da Alemanha formado em 2001 por Bettina Mischke e Roland Grosch. Suas músicas combinam elementos de lounge, jazz e bossa nova.

## Discografia

### Albums
- Lazy Sunday Afternoon (2003 · Blue Flame Records)
- Piece of my Heart (2004 · Blue Flame Records)
- Travel… (2006 · Blue Flame Records)
- Beautiful Day (2007 · Blue Flame Records)
- Lucent Touch (2011 · Blue Flame Records)